# 遠里小野町
遠里小野町（おりおのちょう）は、大阪府堺市堺区にある地名。2020年現在の行政地名は、遠里小野町一丁から遠里小野町四丁。住居表示は実施済み。

## 地理
堺区の北端に位置する。東は香ヶ丘町、南は砂道町、西は七道東町、北は大和川を挟んで大阪市住吉区に接する。府道30号を挟んで西側が一丁、東側が北から順に二丁～四丁がある。

### 河川
- 大和川
  - 遠里小野橋

## 歴史

### 沿革
本節では関連する地名についても記述する。

#### 遠里小野村（大鳥郡）
- 1871年（明治4年）、摂津国住吉郡と和泉国大鳥郡の境界変更が行われ、遠里小野村の大和川以南が分離して大鳥郡に編入。
- 1881年（明治14年）、堺県が廃止され、大阪府の管轄となる。
- 1889年（明治22年）、町村制施行により、向井村の大字となる。

#### 遠里小野（1889年 - 1922年）
- 1889年（明治22年）、大阪府大鳥郡遠里小野村が町村制施行により、向井村の大字となり、成立。
- 1896年（明治29年）、郡の統廃合により、向井村は泉北郡の所属となる。
- 1913年（大正2年）、向井村が町制施行により、向井町となる。
- 1920年（大正9年）、向井町が堺市に編入され、所属の大字は「向井町」を冠称する。
- 1922年（大正11年）、遠里小野町・香ケ丘町・七道東町となる[6]。

#### 遠里小野町（1922年 - 1950年）
- 1922年（大正11年）、堺市向井町大字遠里小野・北庄の各一部より成立。
- 1932年（昭和7年）、一部が向陽町となる。
- 1933年（昭和8年）、七道東町の一部を編入。
- 1939年（昭和14年）、一部が遠里小野町1 - 4丁・砂道町1 - 3丁・高須町1 - 3丁・北清水町1 - 3丁となり、残余が1950年（昭和25年）、香ヶ丘町1 - 5丁となる[6]。

#### 遠里小野町（1939年 - ）
- 1939年（昭和14年）、堺市遠里小野町・七道東町・香ヶ丘町の各一部より成立[6]。
- 2006年（平成18年）、堺市が政令指定都市に移行し、行政区を設置。遠里小野町は堺区の所属となる。

## 世帯数と人口
2024年（令和6年）3月31日現在の世帯数と人口は以下の通りである。
| 丁             | 世帯数  | 人口  |
| -------------- | ------- | ----- |
| 遠里小野町一丁 | 82世帯  | 153人 |
| 遠里小野町二丁 | 24世帯  | 39人  |
| 遠里小野町三丁 | 11世帯  | 16人  |
| 遠里小野町四丁 | 7世帯   | 11人  |
| 計             | 124世帯 | 219人 |

### 人口の変遷
国勢調査による人口の推移。
| 1995年（平成7年）  | 937人 | [ 7 ]  |  |
| 2000年（平成12年） | 826人 | [ 8 ]  |  |
| 2005年（平成17年） | 225人 | [ 9 ]  |  |
| 2010年（平成22年） | 259人 | [ 10 ] |  |
| 2015年（平成27年） | 223人 | [ 11 ] |  |
| 2020年（令和2年）  | 208人 | [ 12 ] |  |

### 世帯数の変遷
国勢調査による世帯数の推移。
| 1995年（平成7年）  | 325世帯 | [ 7 ]  |  |
| 2000年（平成12年） | 301世帯 | [ 8 ]  |  |
| 2005年（平成17年） | 105世帯 | [ 9 ]  |  |
| 2010年（平成22年） | 105世帯 | [ 10 ] |  |
| 2015年（平成27年） | 99世帯  | [ 11 ] |  |
| 2020年（令和2年）  | 98世帯  | [ 12 ] |  |

## 学区
市立小・中学校に通う場合、学区は以下の通りとなる。
| 丁             | 番地 | 小学校           | 中学校             |
| -------------- | ---- | ---------------- | ------------------ |
| 遠里小野町一丁 | 全域 | 堺市立錦綾小学校 | 堺市立浅香山中学校 |
| 遠里小野町二丁 | 全域 | 堺市立錦綾小学校 | 堺市立浅香山中学校 |
| 遠里小野町三丁 | 全域 | 堺市立錦綾小学校 | 堺市立浅香山中学校 |
| 遠里小野町四丁 | 全域 | 堺市立錦綾小学校 | 堺市立浅香山中学校 |

## 事業所
2021年（令和3年）現在の経済センサス調査による事業所数と従業員数は以下の通りである。
| 丁             | 事業所数 | 従業員数 |
| -------------- | -------- | -------- |
| 遠里小野町一丁 | 7事業所  | 133人    |
| 遠里小野町二丁 | 15事業所 | 343人    |
| 遠里小野町三丁 | 14事業所 | 409人    |
| 遠里小野町四丁 | 7事業所  | 38人     |
| 計             | 43事業所 | 923人    |

## 交通

### 鉄道
- 阪堺電気軌道阪堺線 - 大和川停留場

### 道路
- 大阪府道30号大阪和泉泉南線

## 郵便
- 郵便番号：590-0001[3]（集配局：堺郵便局[15]）。